# أرقام الهاتف في كوراساو وهولندا الكاريبية
رمز البلد: +599
قائمة رموز الوصول الدولي: 00
رمز الدولة +599 صمم لجزر الأنتيل الهولندية (المنحلة في 2010)، والآن هو قيد الاستخدام في كوراساو والجزر الكاريبية الهولندية (بونير، سينت أوستاتيوس وسابا).
أروبا وسينت مارتن، أيضا أجزاء سابقة من جزر الأنتيل الهولندية، توقفت عن استخدام هذا الرقم في عامي 1986 و 2011 على التوالي. أروبا الآن تستخدم رمز البلد +297، ويستخدم سينت مارتن رمز البلد المدرج خطة الترقيم أمريكا الشمالية (NANP) +1 مع كود منطقة 721.

## رموز المنطقة
في الأصل كان لكل جزيرة رمز منطقة ولكل منها طول ترقيم داخلي متفاوت من جزيرة إلى أخرى (كان لكوراساو ستة بينما كان لبونير أربعة فقط)، ولكن ابتداء من عام 1999 تم تعديل الأرقام بحيث كان لكل رقم محلي سبعة أرقام. ترك هذا التغيير الجزر دون أي رموز منطقة، باستثناء كوراساو، التي لديها رمز المنطقة 9 جنباً إلى جنب مع رقم محلي من سبعة أرقام.

## سينت مارتن تنضم ل NANP
في 2 أكتوبر 2009، أعلنت إدارة خطة الترقيم أمريكا الشمالية (NANPA) أنها وافقت على طلب من حكومة سينت مارتن للانضمام إلى NANP، وكان تعيين أراضي رمز المنطقة 721. فعالية 30 سبتمبر 2011، غيرت رمز البلد سينت مارتن إلى مستوى NANP من +1. كانت فترة الاتصال المتساهلة لسنة كاملة (30 سبتمبر 2012) في المكان الذي يمكن فيه استخدام رمز المنطقة على حد سواء 721 و +599. استخدام + 1-721 الآن إلزامي. وظلت رسالة مسجلة لتذكير المتصلين على الأرقام +599 استخدام + 1-721 نشطة حتى 30 سبتمبر 2013.

## قائمة تاريخية لرموز المنطقة ومدى الأرقام
| الجزيرة                            | مدى الرقم |
| ---------------------------------- | --- |
| كوراساو مع رمز منطقة 9             | (+599) 9 4xx xxxx (+599) 9 5xx xxxx (محمول) (+599) 9 6xx xxxx (محمول) (+599) 9 7xx xxxx (+599) 9 8xx xxxx                                                             |
| بونير                              | (+599) 7xx xxxx (+599) 717 xxxx (Telbo) (+599) 750 xxxx (Flamingo TV) (+599) 700 xxxx (محمول) (+599) 701 xxxx (محمول) (+599) 795 xxxx (محمول) (+599) 796 xxxx (محمول) |
| سينت مارتن (قبل الانضمام إلى NANP) | (+599) 5xx xxxx |
| سابا (جزيرة)                       | (+599) 4xx xxxx |
| سينت أوستاتيوس                     | (+599) 3xx xxxx |
| أروبا (حتى الانفصال)               | (+599) 8xx xxxx |
| غير جغرافية                        | (+599) 1xx xxxx (+599) 6xx xxxx |